# Bostella
Die Bostella ist ein Modetanz. Er wurde um 1965 von dem französischen Journalisten Yvan Honoré Bostel in Paris
erfunden und nach ihm benannt.
Die Bostella wird in einer Gruppe getanzt. Die Ausführenden klatschen beim Tanzen in die Hände, dieser Schritt heißt Allegresse. Bei den langsamen Musikpartien muss man in die Knie gehen oder sich niederwerfen und auf dem Boden wälzen, dieser Schritt heißt Détresse oder Lamentation.
Die Bostella ist ein musikgebundener Tanz, der nur zu einem bestimmten Musikstück getanzt werden kann. Das Original mit dem Titel „Viens danser la Bostella“ wurde 1964 von Gérard Gustin unter dem Namen Esperanza Gustino et son Orchestre veröffentlicht, es folgten Coverversionen vieler anderer Interpreten.
In dem Film „Was gibt’s Neues, Pussy?“ tanzten Romy Schneider und Peter O’Toole 1965 die Bostella.